# Брольи, Габриэль де
Габриэ́ль Жозе́ф Мари́ Ансе́льм де Брольи́ (фр. Gabriel Joseph Marie Anselme de Broglie; 21 апреля 1931, Версаль — 8 января 2025, XV округ Парижа[…]) — французский историк, член Академии моральных и политических наук (1977—2025), член Французской академии (2001—2025).

## Биография
Родился 21 апреля 1931 года.
Окончил коллеж в Понтуазе, затем учился в парижском Институте политических исследований и Национальной школе администрации. С 1960 года работал в Государственном совете аудитором, впоследствии занимал там должности магистра ходатайств и члена Совета (с 1999 года — почётный член Государственного совета). Работал в канцеляриях нескольких министров, в том числе Андре Мальро в период с 1962 по 1966 год, Жана-Марселя Жаннене — с 1966 по 1968 год и Мориса Шумана — в 1968 году. В течение восемнадцати лет профессионально занимался аудиовизуальной сферой деятельности — последовательно занимал должности заместителя генерального директора ORTF, генерального директора Радио Франции, президента Национального института аудиовизуальных средств, президента CNCL. В качестве историка публиковал биографии и исследования проблем орлеанизма и XX века. С 1981 года работал в различных структурах по защите французского языка, включая Высший комитет в 1981—1982 годах и Высший совет в 1984, 1986 и 1999 годах. В 1980 году возглавил Общество французских библиофилов. Лауреат премии писателей — ветеранов войны, премии Вобана, Большой премии Гобера (за «Мадам де Жанлис») и премии послов (за «Гизо»). 22 марта 2001 года избран во Французскую академию.
Умер 8 января 2025 года в Париже в возрасте 93 лет.

## Труды
- Le Général de Valence ou l’Insouciance et la gloire, Paris, Perrin, 1972. ISBN 2262020086
- Ségur sans cérémonie, 1757—1805 ou la Gaieté libertine, Paris, Perrin, 1977. Biographie de Joseph-Alexandre, vicomte de Ségur[фр.].
- Histoire politique de la Revue des deux mondes (1829 à 1979), Paris, Perrin, 1979.
- L’Orléanisme : la ressource libérale de la France, Paris, Perrin, 1981.
- Une Image vaut dix mille mots : essai sur la télévision, Paris, Plon, 1982.
- Madame de Genlis, Paris, Perrin, Paris, 1985.ISBN 2262018405
- Le Français pour qu’il vive, Paris, Gallimard, 1987.
- Guizot, Paris, Perrin, 1990. ISBN 2262018537
- Le XIX siècle : l’éclat et [le] déclin de la France, Paris, 1995. ISBN 2262009104
- Mac Mahon, Paris, Perrin, 2000. ISBN 2262011435
- Le droit d’auteur et l’internet, Paris, PUF, 2001. ISBN 2130514685
- La monarchie de Juillet, Paris, Fayard, 2011. ISBN 9782213662503
- Impardonnable 20e siècle, Paris, Tallandier, 2017
- Dir. avec Hélène Carrère d’Encausse, Джованни Дотоли[итал.] et Mario Selvaggio. Le Dictionnaire de l’Académie française , Hermann, Paris, 2017. ISBN 978-2-7056-9381-7